# Xinel·la
La xinel·la és una sort de plantofa lleugera, de sola prima, emprada ordinàriament per a estar per casa.
El mot xinel·la ve del castellà chinela (antigament chanela), vingut probablement de l'itàlic dialectal cianella corresponent a l'italià pianella, diminutiu de 'piano' 'pla'.
En l'actualitat, i per influència de l'espanyol chancla, s'ha popularitzat xancla com a nom d'una calcer similar a la xinel·la, però amb empenya en forma de tira que deixa les puntes dels dits a l'aire, en comptes de tira en Y entre els dits; allò que en francès es diu mule.